# Бјелогорци (Пале)
Бјелогорци су насељено мјесто у општини Пале, Република Српска, БиХ. Према попису становништва из 2013. у насељу је живјело 98 становника.

## Становништво
| Националност       | 2013. | 1991. | 1981. | 1971. | 1961. |
| Срби               |       | 164   | 199   | 276   | 382   |
| Југословени        |       |       | 5     |       | 1     |
| Муслимани          |       |       | 1     |       |       |
| остали и непознато |       |       |       |       |       |
| Укупно             | 98    | 164   | 205   | 276   | 383   |

| Демографија | Демографија | Демографија |
| Година      | Становника  | Становника  |
| ----------- | ----------- | ----------- |
| 1961.       | 383         |             |
| 1971.       | 276         |             |
| 1981.       | 205         |             |
| 1991.       | 164         |             |
| 2013.       | 98          |             |

## Култура
Бјелогорци припада парохији у Мокром, Српске православне цркве чије је седиште Црква Успења Пресвете Богородице у Мокром.